# Di sole e d'azzurro
Di sole e d'azzurro è un brano musicale del 2001 della cantante italiana Giorgia.
Eseguita per la prima volta dal vivo il 26 febbraio nel corso della prima serata del Festival di Sanremo, qui vi si è poi classificata seconda dietro il brano vincitore Luce (tramonti a nord est) di Elisa.
Di questa canzone esiste una versione in studio con testo in inglese, intitolata With You.

## Il brano
La canzone porta la firma di Zucchero Fornaciari per il testo e di Matteo Saggese e Mino Vergnaghi per la parte musicale. Mai uscita come CD singolo, ha fatto da apripista per l'album di Giorgia Senza ali, uscito proprio il 2 marzo 2001 a ridosso della partecipazione al Festival, nel quale in un primo momento era data per favorita dalla stampa.
Di sole e d'azzurro è uno dei brani più noti dell'artista ed è sempre presente nei suoi concerti. Tecnicamente lei stessa l'ha definita una canzone difficile: in effetti, parte dall'ambito vocale grave per raggiungere quello più alto fino al culmine nel ritornello finale; in molti concerti Giorgia, tramite improvvisazioni vocali, raggiunge il Sol4 e ad oggi il brano rimane tra i più complessi della musica italiana per via dei passaggi di note nella melodia e per i continui cambi di registro (petto, soffiato, falsetto, voce piena e voce mista).
Nel 2002, Di sole e d'azzurro è stata utilizzata per uno spot Barilla in Francia e pubblicata come singolo. La canzone ha sostato per ben 16 settimane nella classifica francese dei singoli più venduti, raggiungendo la 31ª posizione e vendendo 18.000 copie.

## Tracce
Download digitale
Testi di Adelmo Fornaciari, musiche di Matteo Saggese e Mino Vergnaghi.
1. Di sole e d'azzurro – 4:17

## Classifiche
| Classifica (2002) | Posizione massima |
| ----------------- | ----------------- |
| Francia           | 31                |